# Heraclea del Latmos
La ciudad antigua de Heraclea del Latmos o Heraclea bajo el Latmos (en griego antiguo: Ἡράκλεια ἡ ὑπὸ Λάτμῳ) se encuentra en la orilla nordeste del lago Bafa, el antiguo golfo Látmico, en el distrito de Milas en la provincia de Muğla. Fue llamada Latmos (Λάτμοϛ) por el nombre antiguo del macizo montañoso que la domina al este (en griego: Λάτμος, en turco: Beşparmak Dağı), llamado también Monte di Palatschio. Estrabón precisa que el macizo del Latmos sería el macizo que Homero nombra como el «monte de espeso follaje de los Ftiros» (en griego Phthiron, Φθιρῶν) en la Ilíada. Desde Heraclea hasta la pequeña ciudad de Pira había una travesía de 30 estadios, y 100, bordeando el golfo, hasta Mileto.
Durante la antigüedad el lago Bafa era un golfo del mar Egeo. Los aluviones del río Menderes obstruyeron la entrada y formaron el lago actual. En el siglo I aún era un golfo. Según Estrabón, Heraclea era un puerto que poseía un buen fondeadero. El nivel del lago se ha elevado desde la antigüedad y está varios metros por encima del nivel del mar, por lo que una parte de los restos de la ciudad se encuentran sumergidos. La ciudad de Mileto estaba entonces en la entrada del golfo, en una península.

## Topónimo y gentilicio
Como se ha dicho supra, el topónimo original fue Latmos (Λάτμοϛ, ἡ). Posteriormente su nombre fue Heraclea (Ἡράκλεια). Después su nombre cambió a Heraclea del Latmos (Ἡράκλεια ἡ ὑπὸ Λάτμῳ) para distinguirla de las ciudades homónimas. En un tratado que Heraclea selló con Pidasa a principios del siglo IV a. C., figura latmios (Λάτμιοι) como nombre de los firmantes. El mismo gentilicio aparece en la lista de tributos (phoros) que pagaba a la confederación de Delos, y en un tratado firmado entre las ciudades de Milasa y Cindie a mitad del siglo IV a. C.
El último testimonio del topónimo Λάτμοϛ es en una inscripción de inicios del siglo IV a. C. la primera evidencia del gentilicio heracleotas (Ἡρακλεώτης) tal vez sea la que aparece en un ánfora panatenaica de mediados del siglo IV a. C. Incuestionablemente figura en la inscripción llamada Inscription Priene 51.1, de principios del siglo II a. C.

## Historia
En el siglo V a. C., Heraclea participó en la revuelta jónica contra el imperio aqueménida. 
Perteneció a la confederación de Delos formando parte del distrito cario. Pagó 14 veces en total un tributo anual de un talento, desde el año 453/452  al 432/431 a. C. Fue conquistada mediante una estratagema por Artemisia I, reina de Caria, posteriormente por su descendiente Mausolo (377-352 a. C.) Entre 323 y 313 a. C. se firmó un tratado de unión física y política entre Heraclea del Latmos y Pidasa, pero algunas de las estipulaciones del tratado se pueden interpretar de forma retroactiva, según Hansen y Nielsen, al arrojar luz sobre la organización social y política de Latmos a finales del período clásico: se mencionan un ágora  y un templo de Atenea, y que en la ciudad de Latmos había un espacio abierto de propiedad pública donde los pidasios podían construir sus nuevas casas.
Latmos fue abandonada en el siglo IV a. C. y refundada con el nombre de Heraclea. La fecha es incierta. Pseudo-Escílax menciona Heraclea pero no Latmos. Teniendo en cuenta que ningún capítulo del Periplo es posterior a circa 300 a. C., es presumible que Heraclea ya existiera y que durante un breve periodo de tiempo ambas ciudades coexistieran, y distaran menos de un km. Simon Hornblower sugiere que el traslado fue iniciado por Mausolo. Se basa en el pasaje de Pseudo-Escílax y en algunos fragmentos de un ánfora panatenaica de mediados del siglo IV a. C., encontrada en Labraunda, que tiene inscrita el nombre Ήρακλεώτης. Hellström arguye que el étnico puede interpretarse que se refiere a Heraclea del Latmos.
Latmos no tuvo murallas hasta principios del siglo IV a. C. A medida que la ciudad se agrandaba se iba amurallando. El recinto amurallado comprendía un área de unas 90 ha. Cuatro torres y dos puertas permanecen. Se han descubierto los restos de un centenar de casas de planta cuadrangular, cuyos tamaños oscilan entre 10 y 100 m². Se ha identificado el ágora en el centro de la ciudad.